# Matthias Herget
Matthias Herget (Annaberg-Buchholz, Alemania Democrática, 14 de noviembre de 1955) es un exjugador y exentrenador de fútbol alemán. En su etapa como jugador profesional se desempeñaba como líbero.
Fue director deportivo del Schwarz-Weiß Essen entre 2013 y 2014.

## Selección nacional
Fue internacional con la selección de Alemania Federal en 39 ocasiones y convirtió 4 goles. Formó parte de la selección subcampeona de la Copa del Mundo de 1986, jugando solamente un partido de fase de grupos ante Dinamarca.

### Participaciones en Copas del Mundo
| Mundial                        | Sede   | Resultado  | Partidos | Goles |
| ------------------------------ | ------ | ---------- | -------- | ----- |
| Copa Mundial de Fútbol de 1986 | México | Subcampeón | 1        | 0     |

### Participaciones en Eurocopas
| Copa          | Sede             | Resultado   | Partidos | Goles |
| ------------- | ---------------- | ----------- | -------- | ----- |
| Eurocopa 1988 | Alemania Federal | Semifinales | 4        | 0     |

## Clubes

### Como jugador
| Club            | País             | Año       |
| --------------- | ---------------- | --------- |
| VfL Bochum      | Alemania Federal | 1976-1978 |
| Rot-Weiss Essen | Alemania Federal | 1978-1982 |
| Bayer Uerdingen | Alemania Federal | 1982-1989 |
| Schalke 04      | Alemania Federal | 1989-1990 |

### Como entrenador
| Club          | País     | Año       |
| ------------- | -------- | --------- |
| SSV Buer      | Alemania | 1985-1992 |
| 1. FC Bocholt | Alemania | 1997      |
| SF Eisbachtal | Alemania | 1997-1999 |

## Palmarés

### Campeonatos nacionales
| Título           | Club            | País             | Año  |
| ---------------- | --------------- | ---------------- | ---- |
| Copa de Alemania | Bayer Uerdingen | Alemania Federal | 1985 |